# Session (film)
Pour les articles homonymes, voir Session.
Session est un film américain réalisé par Haim Bouzaglo, sorti en 2011.

## Synopsis
Le psychologue devient obsédé par l'un de ses patients. Les lignes entre les rêves et la réalité se mélangent.

## Fiche technique
- Titre : Session
- Réalisation : Haim Bouzaglo
- Pays :  États-Unis
- Genre : Drame, thriller
- Durée : 89 minutes

## Distribution
- Bar Refaeli : Eden
- Tom Bower : Dr Albert Solomon